# Australentulus tillyardi
Australentulus tillyardi är en urinsektsart som först beskrevs av Womersley 1932.  Australentulus tillyardi ingår i släktet Australentulus och familjen lönntrevfotingar. Inga underarter finns listade.